# Eriachne
Eriachne là một chi thực vật có hoa trong họ Hòa thảo (Poaceae).

## Loài
Chi Eriachne gồm các loài: